# Slovianoserbsk (huyện)
Huyện Slovianoserbsk (tiếng Ukraina: Слов’яносербський район, chuyển tự: Slovianoserbsks’kyi raion) là một huyện của tỉnh Luhansk thuộc Ukraina. Huyện Slovianoserbsk có diện tích 1113 kilômét vuông, dân số theo điều tra dân số ngày 5 tháng 12 năm 2001 là 62125 người với mật độ 56 người/km2. Trung tâm huyện nằm ở Slovianoserbsk.